# Liste der Bodendenkmäler im Mauther Forst
Auf dieser Seite sind die Bodendenkmäler in dem niederbayerischen gemeindefreien Gebiet Mauther Forst zusammengestellt. Diese Tabelle ist eine Teilliste der Liste der Bodendenkmäler in Bayern. Grundlage ist die Bayerische Denkmalliste, die auf Basis des Bayerischen Denkmalschutzgesetzes vom 1. Oktober 1973 erstmals erstellt wurde und seither durch das Bayerische Landesamt für Denkmalpflege geführt wird. Die folgenden Angaben ersetzen nicht die rechtsverbindliche Auskunft der Denkmalschutzbehörde.

## Bodendenkmäler im Mauther Forst
| Lage       | Objekt | Akten-Nr.     | Bild |
| ---------- | --- | ------------- | ---- |
| (Standort) | Teilabschnitt des Bergreichensteiner Zweiges des mittelalterlich-frühneuzeitlichen Altweges Goldener Steig. | D-2-7047-0007 |      |
| (Standort) | Teilabschnitt des Bergreichensteiner Zweiges des mittelalterlich-frühneuzeitlichen Altweges Goldener Steig. | D-2-7047-0008 |      |
| (Standort) | Teilabschnitt des Bergreichensteiner Zweiges des mittelalterlich-frühneuzeitlichen Altweges Goldener Steig. | D-2-7047-0009 |      |